# Rod Gilbert
Rodrigue Gabriel „Rod“ Gilbert (* 1. Juli 1941 in Montreal, Québec; † 22. August 2021 in New York City, New York, USA) war ein kanadischer Eishockeyspieler und -trainer. Der rechte Flügelstürmer verbrachte seine gesamte Profikarriere bei den New York Rangers, für die er zwischen 1960 und 1977 über 1000 Partien in der National Hockey League (NHL) absolvierte. Er gilt als einer der prägenden Spieler in der Geschichte der Rangers, bei denen er die Franchise-Rekorde für die meisten Tore sowie Scorerpunkte hält und seine Trikotnummer 7 seit 1979 gesperrt ist. Darüber hinaus nahm Gilbert, der über 1000 Scorerpunkte in der NHL verzeichnete, mit der kanadischen Nationalmannschaft an der Summit Series 1972 teil. Neben zahlreichen individuellen Auszeichnungen – darunter die Bill Masterton Memorial Trophy – wurde er im Jahr 1982 mit der Aufnahme in die Hockey Hall of Fame geehrt.

## Karriere

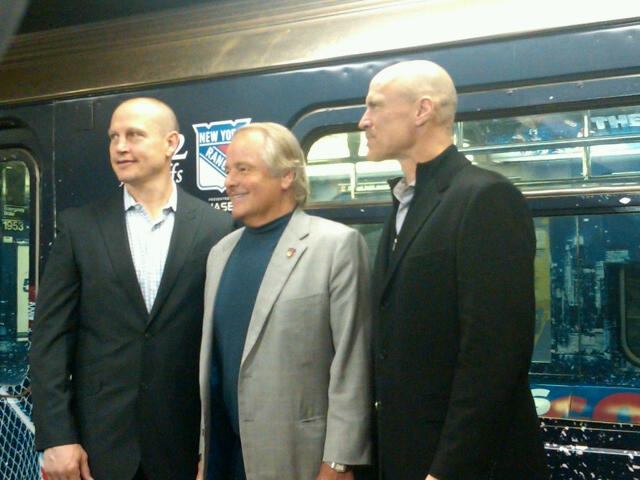
Drei Legenden der Rangers: Adam Graves, Rod Gilbert und Mark Messier (2012)

Gilbert spielte während seiner Juniorenzeit bei den Guelph Biltmores in der Ontario Hockey Association. Nach einem kurzen, aber erfolgreichen Einsatz bei den Lions de Trois-Rivières in der Eastern Professional Hockey League (EPHL) mit zehn Punkten in drei Spielen kehrte er nach Guelph zurück, wo das Team mittlerweile in Royals umbenannt worden war. Dort war er mit 54 Toren Torschützenkönig und mit 103 Scorerpunkten vor seinem Teamkameraden Jean Ratelle Topscorer der OHA. In dieser Saison 1960/61 durfte er auch einmal für die New York Rangers in der National Hockey League (NHL) aufs Eis.
In der Saison 1961/62 absolvierte der Stürmer wegen einer Rückenverletzung wieder nur ein Spiel für die Rangers und verbrachte den Rest der Saison in der EPHL bei den Kitchener-Waterloo Beavers. Zu den Playoffs wurde Gilbert aufgrund einiger Verletzungen im Kader erneut zu den Rangers gerufen und war mit fünf Punkten in vier Spielen sehr erfolgreich. In der Saison 1962/63 gelang ihm der endgültige Durchbruch in der NHL. In der Saison 1967/68 hob der Kanadier sein Spiel mit 77 Scorerpunkten erstmals auf ein neues Niveau. Ab 1970 spielte er gemeinsam mit Jean Ratelle und Vic Hadfield in der sogenannten G-A-G (Goal-A-Game) Line. In diesem Jahr half diese Reihe den Rangers auf 107 Punkte zu kommen. In der Saison 1971/72 spielte er  mit 97 Scorerpunkten seine persönlich erfolgreichste Saison. Die drei Spieler aus der G-A-G Line belegten in der Scorerliste in dieser Saison die Plätze 3 bis 5. 
Mit dem kanadischen Nationalteam nahm Gilbert an der Summit Series 1972 teil. Trotz zahlreicher Angebote, vor allem aus der Konkurrenzliga der World Hockey Association (WHA), blieb er während seiner gesamten Karriere den Rangers treu. Als elfter Spieler der NHL-Geschichte erreichte er kurz vor seinem Freund und langjährigen Teamkameraden Jean Ratelle die Marke von 1.000 Scorerpunkten. Nach der Saison 1977/78 beendete er seine Karriere.
Nach seinem Karriereende übernahm Gilbert im Jahr 1980 für eine Spielzeit die New Haven Nighthawks in der American Hockey League (AHL) als Trainer. Im Jahr 1982 wurde er mit der Aufnahme in die Hockey Hall of Fame geehrt. Rod Gilbert verstarb am 22. August 2021 im Alter von 80 Jahren.

## Erfolge und Auszeichnungen
| - 1961 Eddie Powers Memorial Trophy - 1961 Red Tilson Trophy - 1964 Teilnahme am NHL All-Star Game - 1965 Teilnahme am NHL All-Star Game - 1967 Teilnahme am NHL All-Star Game - 1968 NHL Second All-Star Team - 1969 Teilnahme am NHL All-Star Game - 1970 Teilnahme am NHL All-Star Game | - 1972 Teilnahme am NHL All-Star Game - 1972 NHL First All-Star Team - 1975 Teilnahme am NHL All-Star Game - 1976 Bill Masterton Memorial Trophy - 1977 Teilnahme am NHL All-Star Game - 1979 Sperrung der Trikotnummer 7 durch die New York Rangers - 1982 Aufnahme in die Hockey Hall of Fame - 1991 Lester Patrick Trophy |

## Rekorde
- 406 Tore für die New York Rangers
- 1.021 Punkte für die New York Rangers

## Karrierestatistik

### International
Vertrat Kanada bei:
- Summit Series 1972
- Weltmeisterschaft 1977

(Legende zur Spielerstatistik: Sp oder GP = absolvierte Spiele; T oder G = erzielte Tore; V oder A = erzielte Assists; Pkt oder Pts = erzielte Scorerpunkte; SM oder PIM = erhaltene Strafminuten; +/− = Plus/Minus-Bilanz; PP = erzielte Überzahltore; SH = erzielte Unterzahltore; GW = erzielte Siegtore; 1 Play-downs/Relegation; Kursiv: Statistik nicht vollständig)